# Municipio de Protection
El municipio de Protection (en inglés, Protection Township) es una subdivisión administrativa del condado de Comanche, Kansas, Estados Unidos. Según el censo de 2020, tiene una población de 656 habitantes.

## Geografía
Está ubicado en las coordenadas 37°4′21″N 97°2′18″O / 37.07250, -97.03833 (37.072499, -97.038436). Según la Oficina del Censo de los Estados Unidos, tiene una superficie total de 449.43 km², de la cual 448.15 km² corresponden a tierra firme y (0.28 %) 1.27 km² es agua.

## Demografía
Según el censo de 2020, hay 656 personas residiendo en la zona. La densidad de población es de 1.46 hab./km². El 91.92 % son blancos, el 1.07% son afroamericanos, el 0.15 % es amerindio, el 0.15% es isleño del Pacífico, el 1.98 % son de otras razas y el 4.73 % son de una mezcla de razas. Del total de la población el 6.40 % son hispanos o latinos de cualquier raza.